# Ołeksandr Sajuk
Ołeksandr Iwanowycz Sajuk (ukr. Олександр Іванович Саюк, ur. 14 grudnia 1973 w Nikopolu) – ukraiński polityk i przedsiębiorca, mer Nikopola od 2020 roku.

## Życiorys
W 2011 roku ukończył studia na Uniwersytecie Narodowym („Odeska Akademia Prawnicza”) ze specjalizacją prawoznawstwo.
W latach 1998–2015 Sajuk był przedsiębiorcą zajmującym się głównie pasażerskim transportem naziemnym połączeń miejskich i podmiejskich.
W 2006 roku bezskutecznie kandydował do Rady Najwyższej Ukrainy z Bloku Jurija Karmazina.
W latach 2010–2015 był radnym miejskim Nikopola z ramienia rządzącej w skali kraju Partii Regionów. W wyborach w 2015 roku odnowił swój mandat startując z list Partii Odrodzenia. Został wówczas sekretarzem rady miasta.
Według danych z 2019 roku Sajuk był właścicielem trzech budynków mieszkalnych, dwóch mieszkań, kompleksu handlowego, dwóch siłowni, czterech lokali niemieszkalnych i ośmiu działek. Z ustaleń aktywistów miejskich wynika, że rodzina Sajuka jest powiązana z największym przewoźnikiem miejskim, spółką „Motodor”, która od 2016 roku otrzymywała stale coraz większe dopłaty z budżetu miasta za dowóz pasażerów.
W wyborach samorządowych w 2020 roku Sajuk był kandydatem na mera Nikopola z partii Za Przyszłość. W pierwszej turze uzyskał 21,86% głosów. W drugiej turze uzyskał 12 533 głosów i z wynikiem 54,64% pokonał kandydata Sługi Ludu Rusłana Olijnyka, który zdobył 9 637 głosów (42,01%).
Odznaczony Orderem Bohdana Chmielnickiego III stopnia (2022).